# نادرآباد (اسدآباد)
نادرآباد روستایی در دهستان کلیایی بخش پیرسلمان شهرستان اسدآباد استان همدان ایران است.
دين : مسلمان 
مذهب :شيعه اثنا عشری 
زبان : لری و لکی 

## جمعیت
بر پایه سرشماری عمومی نفوس و مسکن در سال ۱۳۹۵ جمعیت این روستا ۶۲ نفر (۲۰خانوار) بوده‌است.